# ハタチの龍馬
ハタチの龍馬（ハタチのりょうま）は、東京都品川区の観光大使'見習い'を務めるキャラクターである。
品川区の観光大使に任命されているサンリオの大人気キャラクターシナモロールと共にしながわ観光をPRしている。
イベント出演時は声を発さないが、アニメ動画では三宅貴大が声を担当している。

## プロフィール
- 性別：男の子
- 年齢：二十歳　二十歳頃の坂本龍馬が品川で黒船襲来への沿岸警護にあたっていたと云われていることに由来する。
- 肩書き：しながわ観光大使'見習い'
- 親友：相棒のクロフネくん（ハタチの龍馬の肩付近に浮遊していることがある）

## 誕生
- 2018年　明治150年を記念した品川区の事業の一環で、観光PRキャラクターとして誕生

## 歴史
- 2018年　品川区による明治150周年を記念した歴史観光PR事業の企画で、坂本龍馬をモチーフとして誕生した。坂本龍馬は若かりし頃に品川で黒船からの沿岸警護にあたっていたと云われており、立会川には坂本龍馬の銅像がある。
- 2019年　観光情報等を発信するTwitterアカウントが開設された。
- 2020年　それまで観光PRキャラクターとして活動しており、特に肩書きはなかったが、観光大使'見習い'の役職を得て、Twitterでの情報発信やイベントへの出演等、観光ＰＲ活動を本格化。ちなみに品川区の観光大使は、サンリオの大人気キャラクターシナモロールが就任している。
- 2021年　品川区が高知県と坂井市と連携協定を締結していることから、観光分野の交流として高知県のイメージキャラクターくろしおくん、坂井市の丸岡城のキャラクター城丸くんとTwitter上で交流を始める。
- 2021年　ヒルナンデスの企画「３時間だけ観光大使」で品川区が特集された際に出演し、オードリーからツッコミを受けるシーンが放映された。
- 2022年現在、しながわ観光大使'見習い'として、TwitterやYouTubeでの情報発信、区内で開催されるイベントへの出演を通じて観光PRを行っている。